# Leszek Deptuła

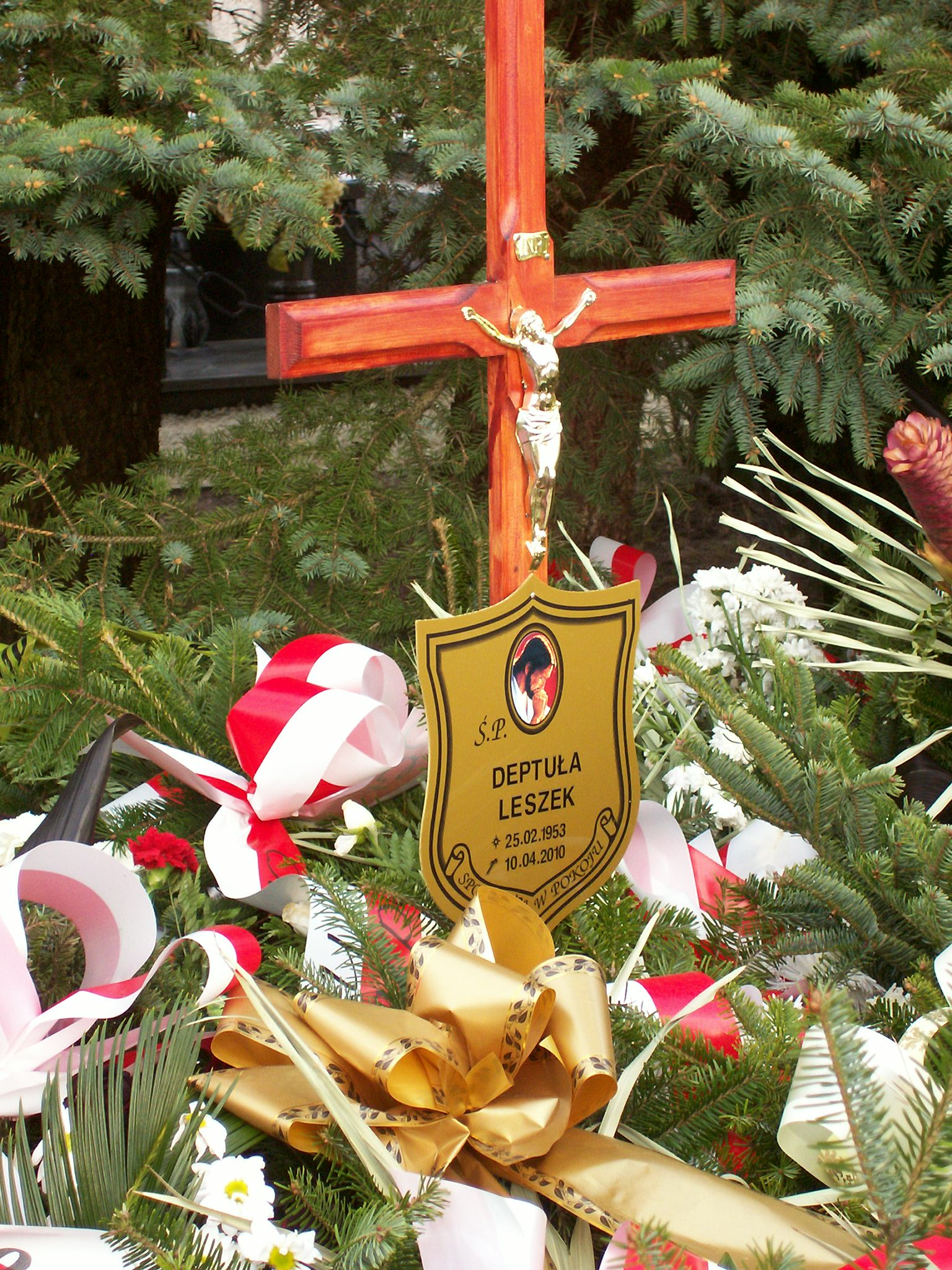
Grób Leszka Deptuły na Cmentarzu Komunalnym w Mielcu (2010)

Leszek Roman Deptuła (ur. 25 lutego 1953 w Żaganiu, zm. 10 kwietnia 2010 w Smoleńsku) – polski polityk, samorządowiec, lekarz weterynarii, poseł na Sejm VI kadencji.

## Życiorys
Ukończył I Liceum Ogólnokształcące im. Stanisława Konarskiego w Mielcu. W 1978 ukończył studia na Wydziale Weterynaryjnym Akademii Rolniczej w Lublinie (lekarz weterynarii). Od 1978 pracował w Lecznicy dla Zwierząt w Wadowicach Dolnych. Działał w samorządzie zawodowym, był członkiem zarządu Małopolskiej Izby Lekarsko-Weterynaryjnej oraz Podkarpackiej Izby Lekarsko-Weterynaryjnej. Zasiadał w Krajowym Sądzie Lekarsko-Weterynaryjnym w Warszawie.
W latach 2002–2006 sprawował funkcję marszałka województwa podkarpackiego. Następnie do 2007 zasiadał w sejmiku województwa. Był także wiceprzewodniczącym rady gminy Wadowice Górne.
W 1993, 1997 i 2001 bezskutecznie kandydował do Sejmu. W wyborach parlamentarnych w 2007 uzyskał mandat poselski z listy Polskiego Stronnictwa Ludowego, otrzymując w okręgu rzeszowskim 6688 głosów. W 2009 bez powodzenia kandydował do Parlamentu Europejskiego.
10 kwietnia 2010 zginął w katastrofie polskiego samolotu Tu-154M w Smoleńsku w drodze na obchody 70. rocznicy zbrodni katyńskiej. Dziesięć dni później został pochowany na cmentarzu komunalnym w Mielcu.

## Życie prywatne
Syn Rocha i Marii. Był żonaty z Joanną Krasowską-Deptułą (nauczycielką biologii), miał dwóch synów (Tomasza i Michała).

## Odznaczenia
- Krzyż Komandorski Orderu Odrodzenia Polski (pośmiertnie 2010)[7]
- Krzyż Kawalerski Orderu Odrodzenia Polski (2005)[8]
- Srebrny Krzyż Zasługi[9]
- Srebrna Odznaka Zasłużony dla Ochrony Przeciwpożarowej (2005)[10]
- Odznaka honorowa „Zasłużony dla Rolnictwa”[9]
- Odznaka honorowa „Zasłużony dla Województwa Podkarpackiego” (pośmiertnie, 2010)[11]
- Odznaka „Za zasługi dla ratownictwa górskiego”[12]
- Order Honoru (Gruzja, pośmiertnie 2011)[13]

## Upamiętnienie
W 2011 odsłonięto poświęconą mu tablicę pamiątkową w gmachu Urzędu Marszałkowskiego Województwa Podkarpackiego w Rzeszowie, a w 2014 nadano jego imię Publicznemu Gimnazjum w Wadowicach Górnych. W 2021 został patronem Szkoły Podstawowej w Wadowicach Górnych. 